# Uvaria welwitschii
Uvaria welwitschii är en kirimojaväxtart som först beskrevs av William Philip Hiern, och fick sitt nu gällande namn av Adolf Engler och Friedrich Ludwig Diels. Uvaria welwitschii ingår i släktet Uvaria och familjen kirimojaväxter. Inga underarter finns listade i Catalogue of Life.